# PSTPIP2
PSTPIP2‏ (Proline-serine-threonine phosphatase interacting protein 2) هوَ بروتين يُشَفر بواسطة جين PSTPIP2 في الإنسان.